# 魚飯
魚飯又稱熟魚、冻鱼，是一種潮汕食品，常見於潮汕夜粥，一般用紅魚、池魚、沙尖魚、烏魚、木棉魚、花仙鱼、那哥、姑魚等製作。原是潮汕漁民在船上的食物。漁民將部份漁獲用鹽醃後再用鹽水煮熟，凉卻後食用。製作前通常不先屠宰和打鱗，原條浸熟或蒸熟後放凉待食用。除了魚類，貝類和蝦類也會用到，如薄殼做成「薄殼米」，紅肉做成「紅肉米」，龍蝦做成「龍蝦飯」等，都可稱為魚飯，今多以普寧豆醬佐食。

## 蟹飯
蟹飯又稱凍蟹，也是一種潮汕食品，一般使用紅蟹，製作前須將蟹殺死，以免蟹在鍋中掙扎斷腳導致流失鮮味，殺蟹後蒸熟放凉待食用。